# Вента (водопад)
Водопадът на река Вента (на латвийски: Ventas rumba) е най-широкият естествен водопад в Европа при пълноводие.
Намира се в Латвия, в град Кулдига в историческата област Курландия. През 1997 г. е включен в природния резерват на Вентската долина като природен паметник и туристическа атракция. Водопадът често грешно е наричан Кулдигски, но в действителност Кулдигският е разположен на няколкостотин метра от него.

## Размери
Ширината на водопада зависи от количеството валежи и снеготопенето, но при пълноводие и оптимални условия може да достигне до 279 m, измерени по контура му. С този размер той става най-широкият естествен водопад в Европа. Средната му ширина през всички годишни сезони е около 100 – 110 m. Височината му се колебае между 1,6 и 2,2 m, в зависимост от пълноводието на реката.

## Образуване
Водопадът е образуван от девонски доломит и формирането му се дължи на разликата в твърдостта на минерала между долната и горната му част. Долу той е по-крехък и ерозира по-бързо, оставяйки горният слой да се надвеси над него. Тези горни, по-изпъкнали части, понякога се срутват и падат в реката. В резултат на това, водопадът бавно се отдръпва и, тъй като потокът в централната му зона е по-мощен, средата му постепенно се премества по-нагоре от страните му.

## История
Водопадът е изиграл особена роля в създаването на град Кулдига. Той е пречка за изкачване по реката на търговските съдове и градът възниква като станция за претоварване на стоките. За да се разчисти водният път, курландският херцог Якоб фон Кетлер заповядва водопадът да се взриви. След първия взрив се отделят големи каменни блокове и водопадът просто променя линията си. Според легендата, от детонацията стените на двореца му, който е близо до Вента, се напукват и херцогът се отказва от идеята.
В средата на 17 век той замисля да се изкопае обходен канал, за да се избегне водопада. Изкопните работи започват по десния бряг на реката, но идеята така и не е реализирана, тъй като доломитът е прекалено твърд и работата е бавна и трудна. Междувременно корабите стават по-големи и дълбочината на Вента вече не им позволява да плават по нея. Само през пролетното пълноводие част от водите на реката навлизат в плиткия канал и оформят остров Мартин.
През около 1640 г. Кетлер измисля интересен начин за риболов. Той нарежда по камъните на извивките на водопада да се закрепят 100 големи плетени коша. Плуващите срещу течението сьомга и есетра се опитват да преодолеят височината на водопада с подскоци и попадат направо в кошовете. По-късно предприемчивите рибари започват да вземат под аренда по няколко метра от водопада, поставят кошовете си и чакат те да се напълнят. По този начин улавят около 80 – 100 риби, което им носи добър годишен доход. Сьомгата в реката е изчезнала отдавна, а през 1892 г. е уловена и последната есетра. В днешно време във Вента се лови главно морунаж. В периода на хвърляне на хайвера обаче, риболовът е забранен.
През 19 век Русия планира да се създаде мрежа от канали, които да обединят всички морета от европейската ѝ част. Идеята е да се съединят Балтийско и Черно море през реките Вента, Неман и Днепър. По тази причина турски военнопленници започват да строят канал за връзка, което обаче става много трудно, заради доломита, през който трябва да бъде прокопан. Освен това се установява, че Вента не е достатъчно широка и дълбока за корабоплаване. Строежът е преустановен през 1831 г., а прокопаването на канала около водопада – 30 години по-късно. Останките от този канал се виждат и в наше време.

## Риболов
Заради многобройните прагове на реката, водопадът е получил зигзагообразен контур. И в днешно време в бързеите се въди голямо количество риба. Тя е толкова много, че по тях са поставени специални риболовни съоръжения. Два пъти в годината, през април и октомври се наблюдава интересен феномен – рибата се отправя нагоре по реката да хвърля хайвера си и се опитва да преодолее водопада като го прескача по въздуха. Именно затова Кулдига е получил прозвището „Градът на летящата риба“.

## Околност
На 240 m от водопада се намира прочутият в страната кулдигски тухлен мост. Построен е през 1874 г. и е най-дългият действащ тухлен мост в Европа. Изграден е по строителните стандарти на своето време така, че по него да могат да се разминат две карети. Ширината му е 8 m, а дължината – 164 m. Строен е по модел на моста на река Мозел, Германия, който е издигнат още по времето на Римската империя. Реставриран е през 2008 г. и днес е в експлоатация
Покрай реката и водопада е направена дървена пътека за разходки и наблюдение. Той е посещаван от 130 000 туриста годишно.